# Охридское озеро
Охри́дское о́зеро (макед. Охридско Езеро, алб. Liqeni i Ohrit, древнее название Лихнити́да, греч. Λυχνιτίδα) — озеро, находящееся на границе Северной Македонии и Албании. Самое глубокое и древнее озеро на Балканском полуострове. Сохранило уникальную водную экосистему, представленную более чем 200 эндемичными видами, имеющими мировое значение. В 1980 году Охрид и Охридское озеро были включены в список объектов всемирного наследия ЮНЕСКО. Высотная отметка уреза воды — 700 м над уровнем моря. Максимальная глубина озера — 288 м, средняя глубина — 155 м.

## Происхождение
Охридское озеро и озеро Преспа относятся к группе бассейнов, которые образовались вследствие геотектонического прогиба, произошедшего в эпоху плиоцена, около пяти миллионов лет назад на западной стороне Динарских Альп. Во всем мире есть всего несколько озёр, происхождение которых сходно, самые известные из них — Байкал и Танганьика. У большинства других озёр жизненный цикл не превышает 100 000 лет, после этого они окончательно заполняются осадочными породами. Предполагается, что в случае с Охридским озером данный процесс был продлён из-за большой глубины и малого количества осадков из впадающих ручьев. Кроме того, грабен Охрид-Корча с юга от озера до сих пор тектонически активен и может компенсировать осадконакопление погружением.

## Гидрология

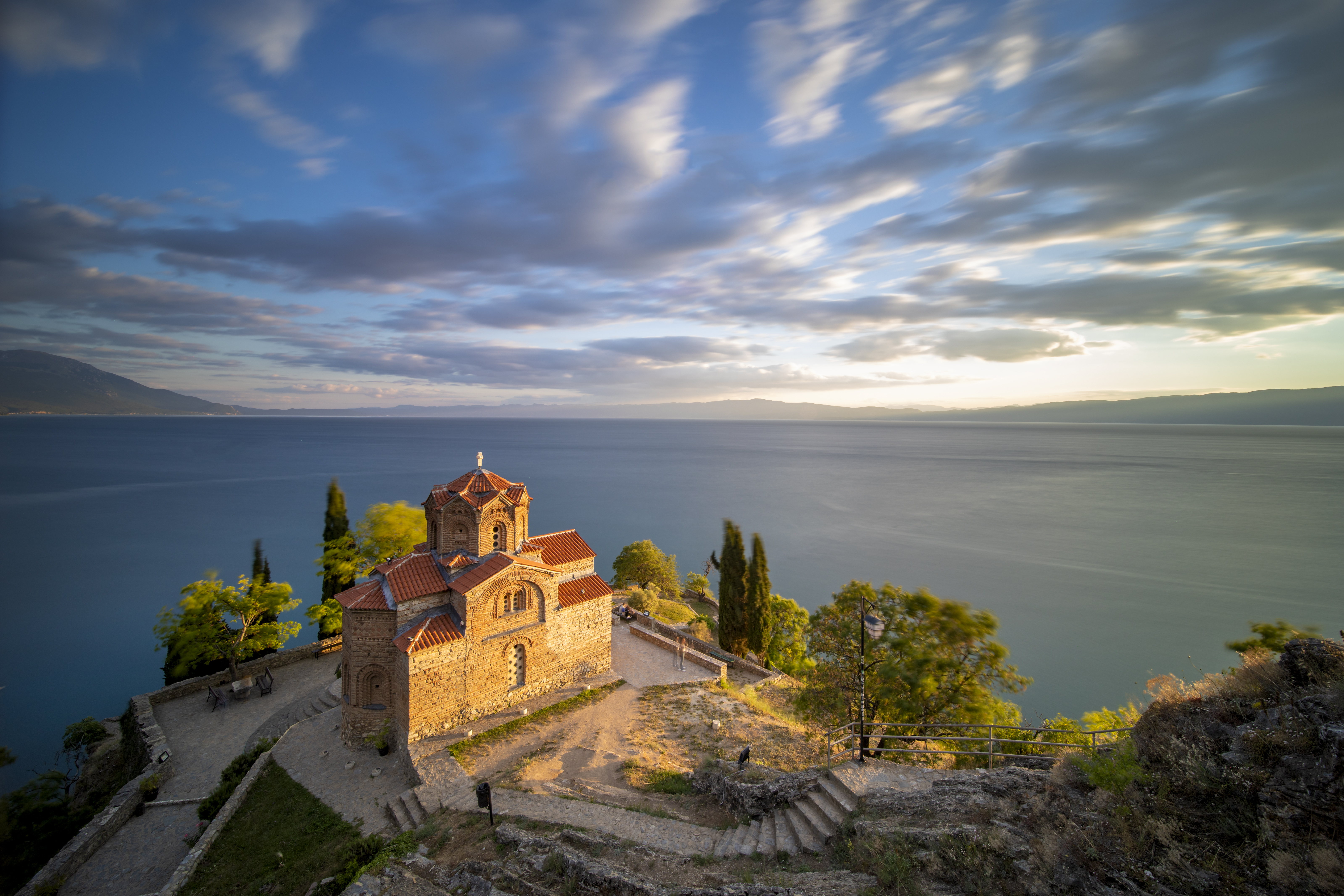
Церковь Св. Иоана Богослова над озером

Площадь водосбора озера составляет около 2600 км², озеро питается, прежде всего, от подземных источников на восточном берегу (около 50 % от всего водотока), кроме того, около 25 % поступает от речек и атмосферных осадков. Более 20 % воды поступает в Охридское озеро из соседнего озера Преспа, расположенного в 10 км к юго-востоку, уровень воды в котором на 150 м выше, чем в Охридском озере. Вода из озера Преспа проникает через подземные пути в карсте. Вода уходит из Охридского озера через испарение (~40 %) и через единственную вытекающую реку, Чёрный Дрин, которая течёт в северном направлении в Албанию и сливается с Белым Дрином, образуя реку Дрин. Из-за направления ветров вода на поверхности Охридского озера течёт, в основном, против часовой стрелки вдоль побережья. С точки зрения вертикального водообмена, в холодный зимний период преобладает конвективное смешивание. Но даже зимой только верхние 150—200 метров воды смешиваются, ниже этого уровня слои остаются стабильными по своей минерализации. Средняя температура воды летом — около +21 °C.

## Фауна
Одним из наиболее замечательных качеств Охридского озера является его эндемизм. Как в Байкале и Танганьике, эндемичные виды Охридского озера занимают всю пищевую цепь, от фитопланктона, растений (2 вида; напр., Chara ohridana), зоопланктона (5 видов; напр., Cyclops ochridanus), карповых (8 видов; напр., Pachychilon pictus), до хищных рыб (2 вида форели: Salmo letnica и Acantholingua ohridana) и, наконец, разнообразная эндемичная придонная фауна (176 видов; напр. Ochridagammarus solidus). Особенно эндемизм наблюдается у ракообразных, моллюсков, губок и планарий. В озере обитают угри.

## Археология
В 2023 году археологи обнаружили на дне озера остатки свайного поселения, построенного в период между 6000 и 5800 годами до нашей эры, что делает его старейшей прибрежной деревней на территории Европы. Дома были построены на сваях над поверхностью озера или в регулярно затапливаемых районах, а вокруг них в дно озера были вбиты 100 000 заострённых брусьев, предназначение которых пока неизвестно. В поселении проживало от 200 до 500 человек, которые могли заниматься сельским хозяйством и разведением домашнего скота, о чём говорят найденные семена, растения и кости диких и домашних животных.